# U-Bahnhof Französische Straße

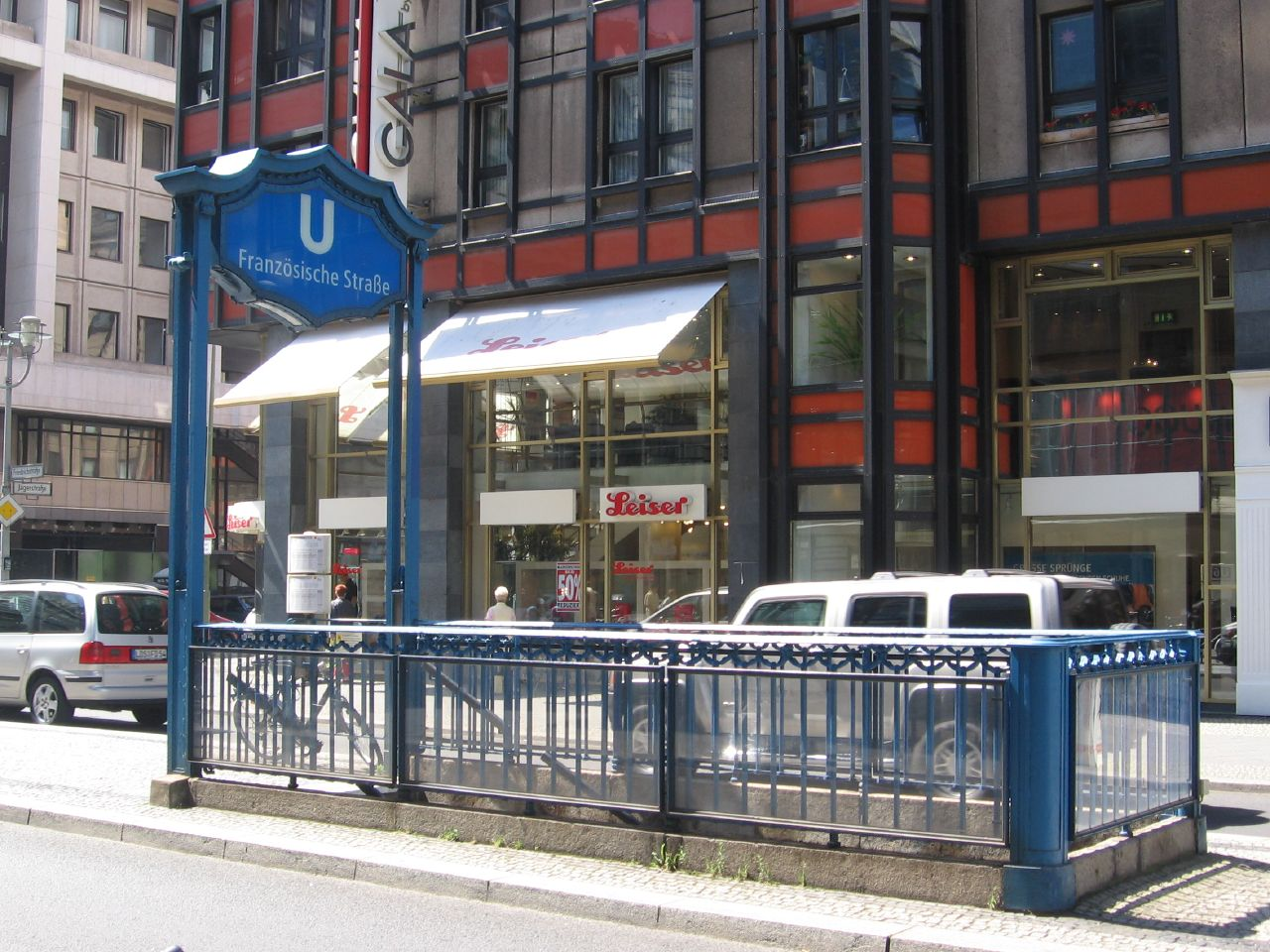
Zugang mit Eingangsportal zum U-Bahnhof Französische Straße, 2007

Der U-Bahnhof Französische Straße ist eine ehemalige Station der Berliner U-Bahn-Linie U6 im Ortsteil Mitte. Er befindet sich unterhalb der Kreuzung Friedrichstraße/Französische Straße, wurde am 30. Januar 1923 als einer der ersten Großprofilbahnhöfe eröffnet und am 4. Dezember 2020 mit Eröffnung des direkt danebenliegenden U-Bahnhofs Unter den Linden stillgelegt. Bei der BVG wurde er unter dem Kürzel Fr geführt.

## Geschichte

### Vorgeschichte
Bereits vor dem Ersten Weltkrieg wollte die Reichshauptstadt eine städtische U-Bahn unabhängig vom bestehenden Netz der Hochbahngesellschaft bauen. Als erste Strecke war eine Nord-Süd-Verbindung unter der Friedrichstraße vorgesehen, die sich im Süden verzweigen sollte. Um die Kapazität gegenüber den Hochbahnwagen zu steigern, sollten bis zu 2,65 m breite Fahrzeuge – gegenüber 2,35 m bei der Hochbahngesellschaft – zum Einsatz kommen. Noch heute werden die Fahrzeugabmaße der Berliner U-Bahn deshalb in Groß- und Kleinprofil unterteilt.
Ende 1912 konnten bereits die ersten Arbeiten beginnen. Von Norden her ging es etappenweise voran, die ersten Abschnitte um den Leopoldplatz konnten so bereits 1914 fertiggestellt werden. Der Ausbruch des Ersten Weltkriegs im gleichen Jahr verzögerte dann jedoch zunehmend den Weiterbau, bis dieser 1917 gänzlich zum Erliegen kam. Bis zu diesem Zeitpunkt war die Strecke bis zum Oranienburger Tor komplett und bis zum Halleschen Tor teilweise im Rohbau fertiggestellt.

### Zwischenkriegszeit

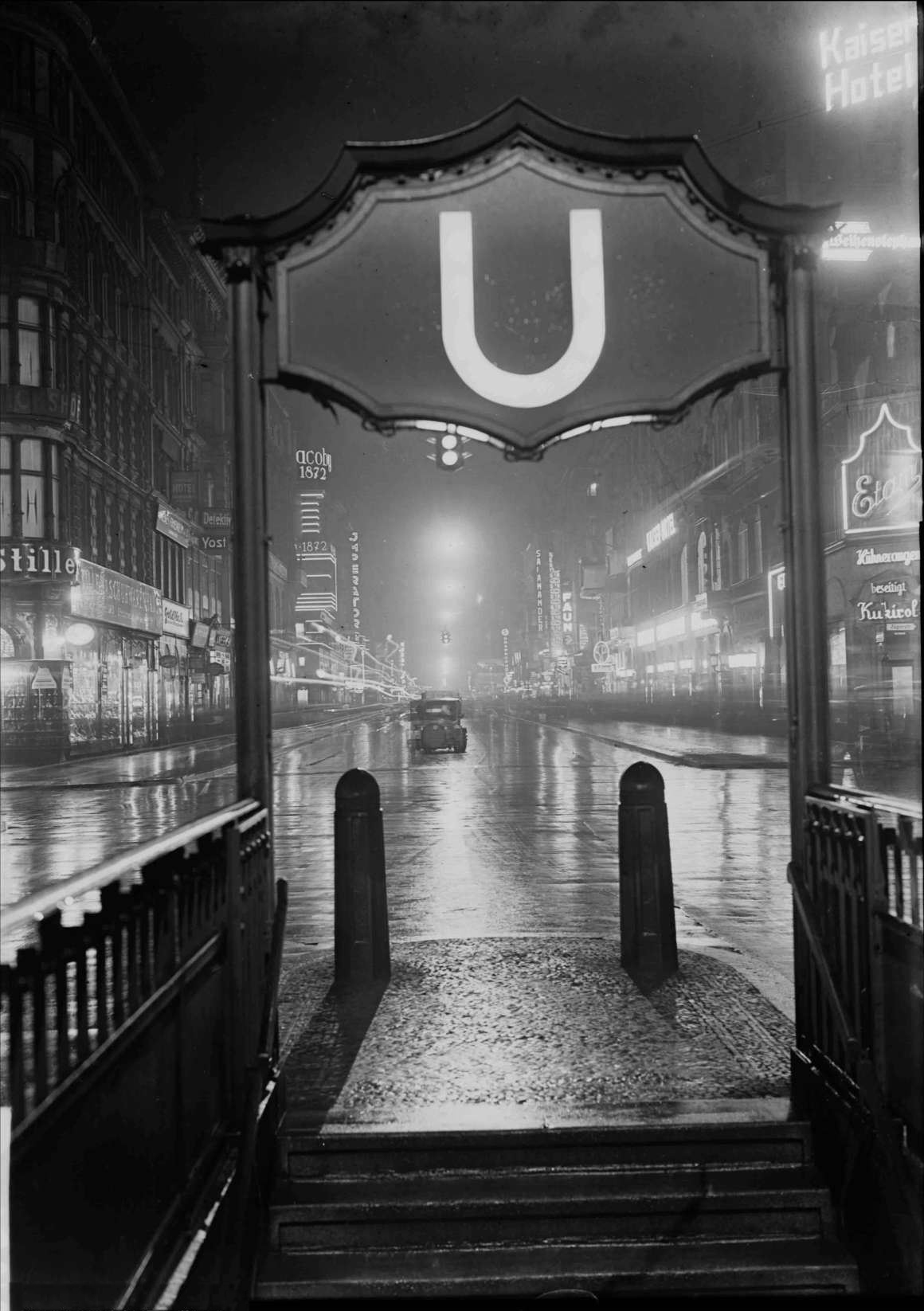
Zugangsportal mit dem 1926 eingeführten ‚U‘ anstelle des Schriftzugs ‚NORD-SÜD‘, 1929

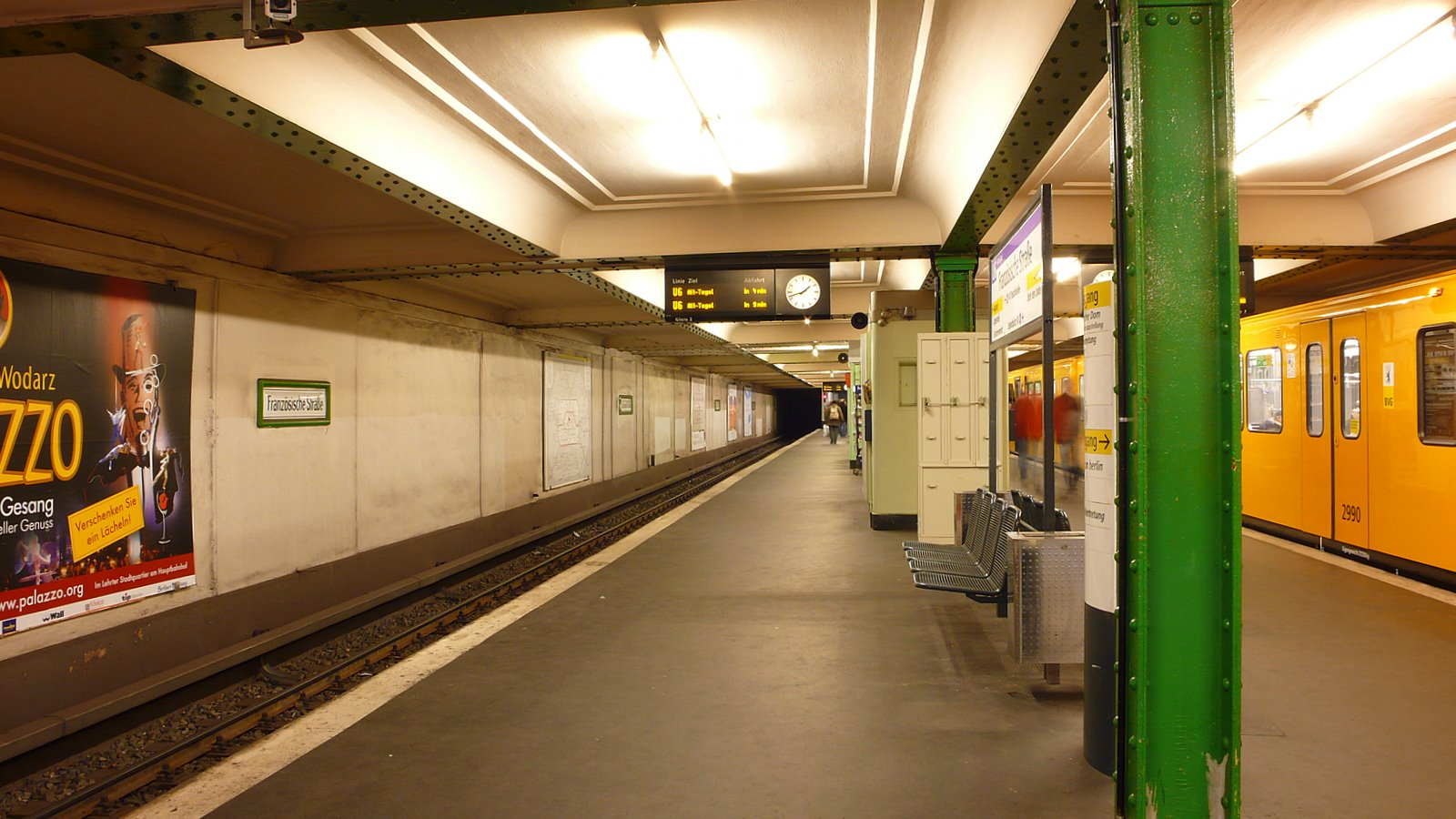
Bahnsteig des U-Bahnhofs, 2007

Drei Jahre nach dem Baustopp kam die Frage auf, wie mit der Bauruine weiter zu verfahren sei. Die Folgen des Ersten Weltkriegs und die aufkommende Inflation machten einen Weiterbau nahezu unmöglich, sodass sogar die Überlegung aufkam, die bereits fertigen Abschnitte wieder zuzuschütten. Da diese Lösung jedoch noch teurer geworden wäre als ein zumindest provisorischer Betrieb, wurde der Weiterbau verfolgt – allerdings unter enormen Sparmaßnahmen.
Für den Betrieb wurde 1921 schließlich die Nord-Süd-Bahn AG gegründet, die sich zu 100 Prozent im Besitz der Stadt Berlin befand. Die Gesellschaft geriet jedoch schnell in eine finanzielle Krise, da trotz Einsparmaßnahmen, beispielsweise bei der Ausschmückung der Bahnhöfe, kaum mehr Mittel für einen Wagenpark vorhanden waren. Nach zahlreichen Verhandlungen kam man schließlich mit der Hochbahngesellschaft überein; diese stellte 50 Wagen für die neue Strecke zur Verfügung, die für den Großprofilbetrieb umgebaut werden mussten.
Die Ausführungsplanung nach den Plänen von Heinrich Jennen, der im Jahr 1920 verstorben war, übernahmen die Architekten Alfred Grenander und Alfred Fehse. Grenander war zuvor bereits mit dem Bau mehrerer Bahnhöfe der Hochbahngesellschaft betraut gewesen. Die Bahnhöfe unterhalb der Friedrichstraße wurden dabei fast alle nach demselben Schema errichtet.
Grenander wollte hier, wie bereits bei den Bahnhöfen der heutigen Linie U2, jeden Bahnhof mit einer eigenen Farbe zur Identifizierung versehen. Entlang der Strecke wurde die Farbfolge Grün–Weiß–Rot–Gelb–Blau gewählt, der Bahnhof Französische Straße bekam Grün als Kennfarbe zugeteilt. Die finanzielle Notlage ließ jedoch keine Ausschmückung des Bahnhofs zu, so sind beispielsweise noch heute die Wände nur verputzt und nicht gefliest. Um dennoch etwas Farbe ins Spiel zu bringen, wurden die Rahmen der Werbeflächen und Bahnhofsschilder sowie die Pfeiler in den jeweiligen Bahnhofsfarben lackiert.
Der Bahnhof wurde am 30. Januar 1923 an der Nord-Süd-Bahn (1928–1966 Linie C, heute: U6) eröffnet. Er befand sich als Unterpflasterbahnhof mit einem Mittelbahnsteig in einfacher Tiefenlage und verfügt über insgesamt vier Ausgänge auf den Mittelstreifen der Friedrichstraße. Der Bahnsteig war bis zu seiner Verlängerung in den 1990er Jahren 80 Meter lang.
Im Jahr 1939 gab es anfängliche Planungen, den Bahnhof zum Turmbahnhof als Kreuzungsbahnhof mit der Linie E (heute: Linie U5) zu erweitern. Die von den Nationalsozialisten im Zuge der Planungen für die Welthauptstadt Germania verfolgte Erweiterung des U-Bahn-Netzes sah eine Erweiterung der Linie E entlang der König- und Französischen Straße bis nach Moabit vor. Es gab allerdings auch alternative Trassierungsvarianten dieser Linie entlang der Straße Unter den Linden oder dem Stadtbahnviadukt.

### Nachkriegszeit
Nach dem Ende des Zweiten Weltkriegs befand sich der U-Bahnhof im sowjetischen Sektor Berlins, dem späteren Ost-Berlin. Da sich allerdings sowohl der nördliche als auch der südliche Endpunkt der dort verkehrenden Linie in West-Berlin befanden, führte dies nach dem Bau der Berliner Mauer 1961 dazu, dass der Bahnhof von den West-Berliner U-Bahn-Zügen ohne Halt durchfahren wurde. Die Station gehörte so bis 1990 zu den „Geisterbahnhöfen“ der West-Berliner S- und U-Bahn im Ost-Berliner Untergrund.

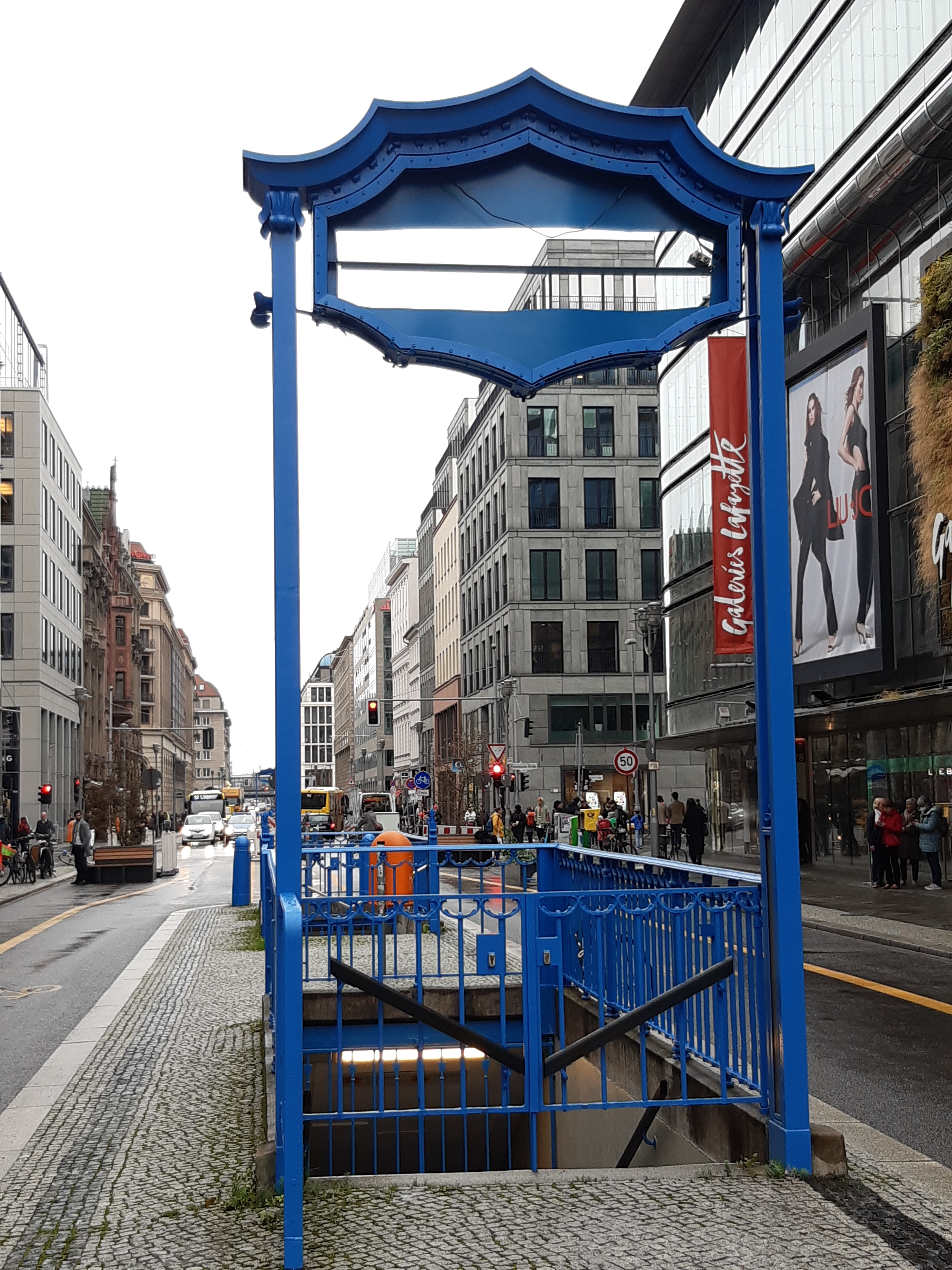
Geschlossener Eingang mit denkmalgeschütztem Portal, Namensschild abgebaut, 2022

In den 1970er und 1980er Jahren kam die Idee eines Turmbahnhofs wieder auf. Zum einen sollte die Linie E wiederum entlang der Französischen Straße bis zur Friedrichstraße verlängert werden. Zum anderen gab es in den 1980er Jahren die Überlegung, den unter Ost-Berlin verlaufenden Abschnitt der Linie U6 für das Ost-Berliner U-Bahn-Netz zu nutzen. Diese sollte dann alternativ entweder auf die Abschnitte in West-Berlin reduziert oder aber durch einen zweiten, tiefer liegenden Express-Tunnel geleitet werden. Als erste Maßnahme wurde dazu am U-Bahnhof Stadtmitte ein Verbindungstunnel von der Linie A (heute: Linie U2) zum Tunnel der U6 gegraben. Bevor dieser jedoch fertiggestellt werden konnte, wurden die Pläne durch die deutsche Wiedervereinigung hinfällig. Der Tunnel wurde später wieder zugeschüttet.

### Nach 1990
Die Wiedereröffnung des U-Bahnhofs fand pünktlich zur Währungsunion am 1. Juli 1990 statt. In den Folgejahren ließ die BVG, finanziert durch das Land Berlin, den Bund und die EU, den Ursprungszustand wiederherstellen und gleichzeitig die Bahnsteige von 80 auf 110 Meter verlängern, sodass auch 6-Wagen-Züge am Bahnsteig halten konnten. Der Bahnhof erhielt seine zehneckigen Zugangstransparente über den Eingängen zurück, wie sie Grenander 1923 für die Strecke entworfen hatte. Im Unterschied zu den anderen Stationen der U6 erhielt die Station allerdings keinen Aufzug; Hintergrund war die damals bereits in Planung befindliche Verlängerung der U-Bahn-Linie U5 unter dem Boulevard Unter den Linden.

### Schließung Dezember 2020

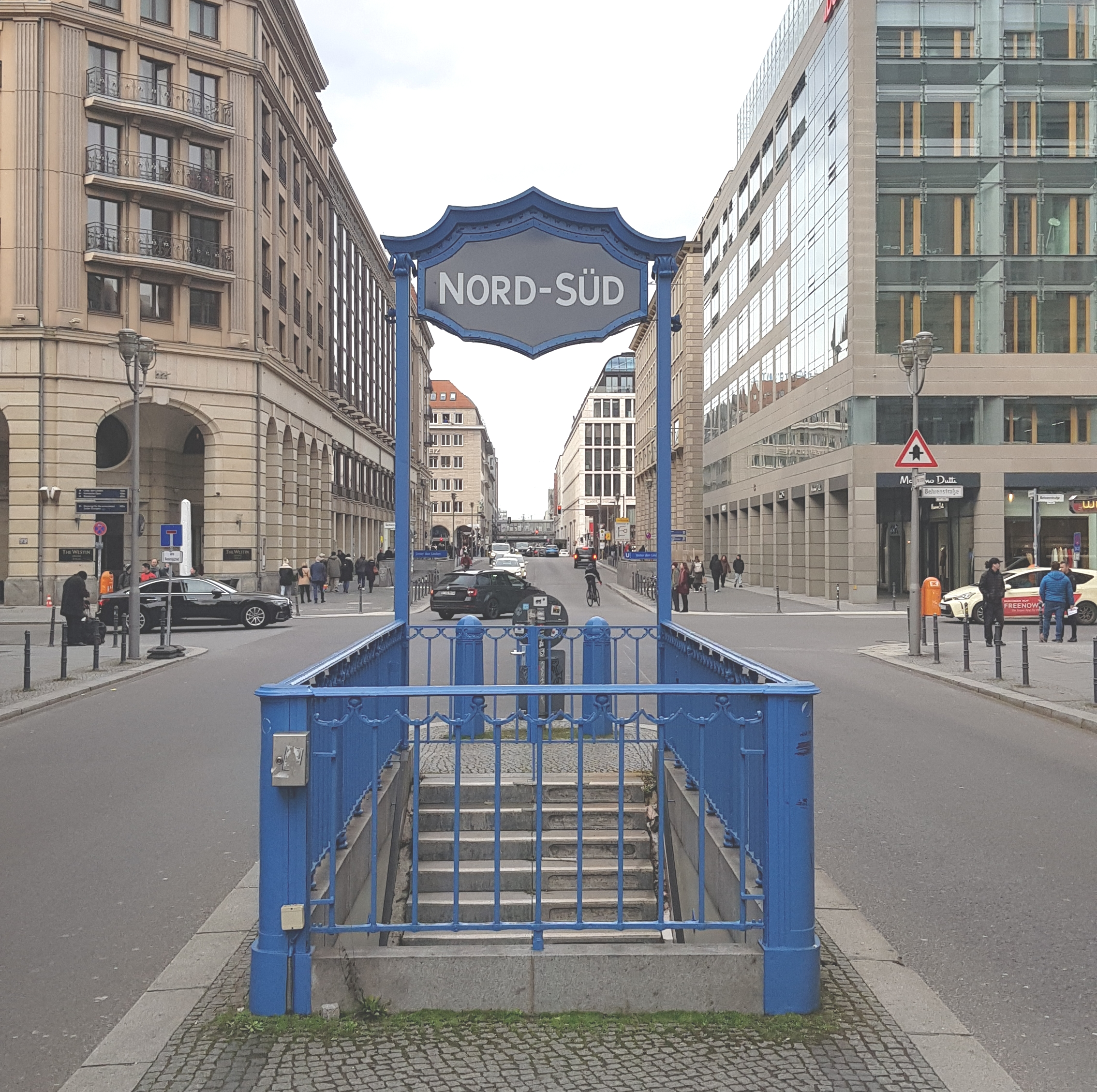
Geschlossener Eingang mit denkmalgeschütztem Portal, Namensschild ‚NORD-SÜD‘, Februar 2024

Der letzte Zug fuhr am 4. Dezember 2020 um 12:10 Uhr im U-Bahnhof Französische Straße in Richtung Alt-Tegel ab, nur eine Minute später durchfuhr der erste Zug den Bahnhof, ebenfalls in Richtung Alt-Tegel, diesmal ohne Halt.
Grund für die Schließung des U-Bahnhofs am 4. Dezember 2020 war sein geringer Abstand von weniger als 150 Metern zum – an diesem Tag eröffneten – U-Bahnhof Unter den Linden im Zuge der Verlängerung der U-Bahn-Linie U5 vom Alexanderplatz zum Brandenburger Tor mit Weiterführung zum Hauptbahnhof. Der Bahnhof Unter den Linden ist ein Kreuzungsbahnhof mit der Linie U6. Der U-Bahnhof Französische Straße besteht seit der Schließung als Bauwerk weiter, wird aber ohne Halt durchfahren. Trotz zahlreicher Vorstellungen zur Nachnutzung der Anlage bleibt der Bahnhof ungenutzt und wird in Zukunft zurückgebaut.
Da die Portale an den Zugängen unter Denkmalschutz stehen, blieben sie erhalten. Im Oktober 2023 wurden sie mit vier originalgetreuen Emailleschildern versehen, die jenen der ersten drei Jahre des Betriebs entsprechen. Die von Grenander und Fehse entworfenen, geschwungenen zehneckigen Schilder tragen anstelle der Namensschilder wie einst die weiße Aufschrift ‚NORD-SÜD‘ auf blauem Grund.

## Verlauf der Linie U6
| Linie | Verlauf |
| ----- | --- |
|       | Alt-Tegel – Borsigwerke – Holzhauser Straße – Otisstraße – Scharnweberstraße – Kurt-Schumacher-Platz – Afrikanische Straße – Rehberge – Seestraße – Leopoldplatz – Wedding – Reinickendorfer Straße – Schwartzkopffstraße – Naturkundemuseum – Oranienburger Tor – Friedrichstraße – Unter den Linden – Stadtmitte – Kochstraße – Hallesches Tor – Mehringdamm – Platz der Luftbrücke – Paradestraße – Tempelhof – Alt-Tempelhof – Kaiserin-Augusta-Straße – Ullsteinstraße – Westphalweg – Alt-Mariendorf |